# 汪松
汪松（1933年—），男，江苏苏州人，中国动物学家，中国科学院动物研究所研究员，从事哺乳动物及濒危物种保护研究。曾任中国濒危物种科学委员会常务副主任、国际生物科学联合会中国委员会主席。

## 生平
汪松于1933年出生于苏州，1937年抗日战争爆发后随家人逃难至上海。他早年就读于上海市南洋模范中学。1950年考入浙江大学理学院生物系。1952年院系调整时转入复旦大学，1954年毕业。此后任职于中国科学院动物研究所，师从中国脊椎动物学研究的开拓者寿振黄。他曾参与编写《东北兽类调查报告》、《中国经济动物志》、《中国哺乳动物图谱》等著作，并主持编写了《中国哺乳动物分类检索》，但因文化大革命而未能正式出版。改革开放以后，汪松开始从事野生动物保护、生物多样性保护的工作。他在国家濒危物种科学委员会常务副主任的职位上任职近二十年，期间参与了《中国自然保护纲要》、《中华人民共和国野生动物保护法》的制订，并参与主持了《中家生物多样性保护行动计划》、《国家重点保护野生动物名录》的制订工作。此外，他还主持编写了《中国濒危动物红皮书》、《中国物种红色名录》等书籍。汪松曾担任过中国环境与发展国际合作委员会委员、国务院环境保护委员会科学顾问、国际生物科学联合会中国委员会主席、世界自然保护联盟理事等职。2003年，汪松以其在生物多样性保护领域的贡献获得爱丁堡奖章，他也成为了获此殊荣的首位亚洲学者。

## 家庭
父亲汪福元，母亲郑芹。汪松为长子，有弟汪良、汪维。汪良曾任秦皇岛市政协委员，汪维则曾任上海建筑科学研究院副院长兼总工程师。母亲郑芹来自苏州吴江盛泽镇的郑氏家族，其父亲郑咏春（郑传）英年早逝，叔父郑之蕃是数学家、清华大学数学系首任系主任，姑母郑佩宜则是柳亚子的夫人。郑芹的兄长郑重是海洋生物学家、厦门大学教授，姐夫周先庚（郑芳之夫）是实验心理学家，北京大学、清华大学教授，妹妹郑蘅是蚕桑专家、浙江农业大学教授。